# Wielki Lipnik (potok)
Wielki Lipnik (słow. Veľký Lipnik) – potok, lewy dopływ Popradu. Wypływa na wysokości ok. 900 m n.p.m. na południowo-wschodnich stokach Przełęczy Gromadzkiej, na słowackiej stronie. Spływa doliną, której zachodnie zbocza tworzy grzbiet ciągnący się od Przełęczy Gromadzkiej (931 m) przez Szczob (920 m) i dalej do Litmanowej. Ten grzbiet należy do Pasma Radziejowej. Zbocza wschodnie tworzy grzbiet biegnący od Gromadzkiej Przełęczy przez szczyty: Okrúhla (958 m), Eliaszówka (1023 m) i Medvedelica (888 m). Ten grzbiet należy do Gór Lubowelskich. Tak więc dolina Wielkiego Lipnika na tym odcinku oddziela od siebie te dwa pasma górskie.
Powyżej zabudowań Litmanowej i powyżej Litmanowskich Skałek Wielki Lipnik łączy się z potokiem Rozdziel spływającym spod przełęczy Rozdziele na granicy polski-słowackiej. Od tego miejsca na polskich mapach ma nazwę Litmanowskiego Potoku. Słowacy natomiast uważają Rozdziel za dopływ Wielkiego Lipnika, ten zaś za dopływ Popradu i zwykle nie używają nazwy Litmanowski Potok.
Wielki Lipnik poniżej połączenia z Rozdzielem dokonuje przełomu, przecinając Litmanowskie Skałki na dwie grupy (wschodnią i zachodnią). Spływa przez miejscowość Litmanowa, potem Jarzębina i w Lubowli uchodzi do Popradu. Zachodnie zbocza doliny Wielkiego Lipnika tworzy Faklówka (Fakľovka, 934 m) i Wielka Góra (Veľká hora, 801 m), zbocza wschodnie niski i niemal całkowicie bezleśny grzbiet oddzielający Wielki Lipnik od bardzo blisko i równolegle do niego płynącego potoku Mały Lipnik. Doliną Wielkiego Lipnika poprowadzono drogę dojazdową do Litmanowej przez Jarzębinę. Powyżej Litmanowskich Skałek zakręca ona w prawo i wzdłuż Wielkiego Lipnika prowadzi na polanę Zvir do Sanktuarium Matki Boskiej Litmanowskiej, gdzie się ślepo kończy.
Wielki Lipnik spływa przez trzy mikroregiony geograficzne: w górnym biegu przez Góry Lubowelskie, które w polskiej regionalizacji z 2018 r. zaliczane są do Pogórza Popradzkiego, poniżej Litmanowskich Skałek jego dolina oddziela Pieniny od Gór Lubowelskich, a w dolnej części płynie przez Kotlinę Lubowelską.

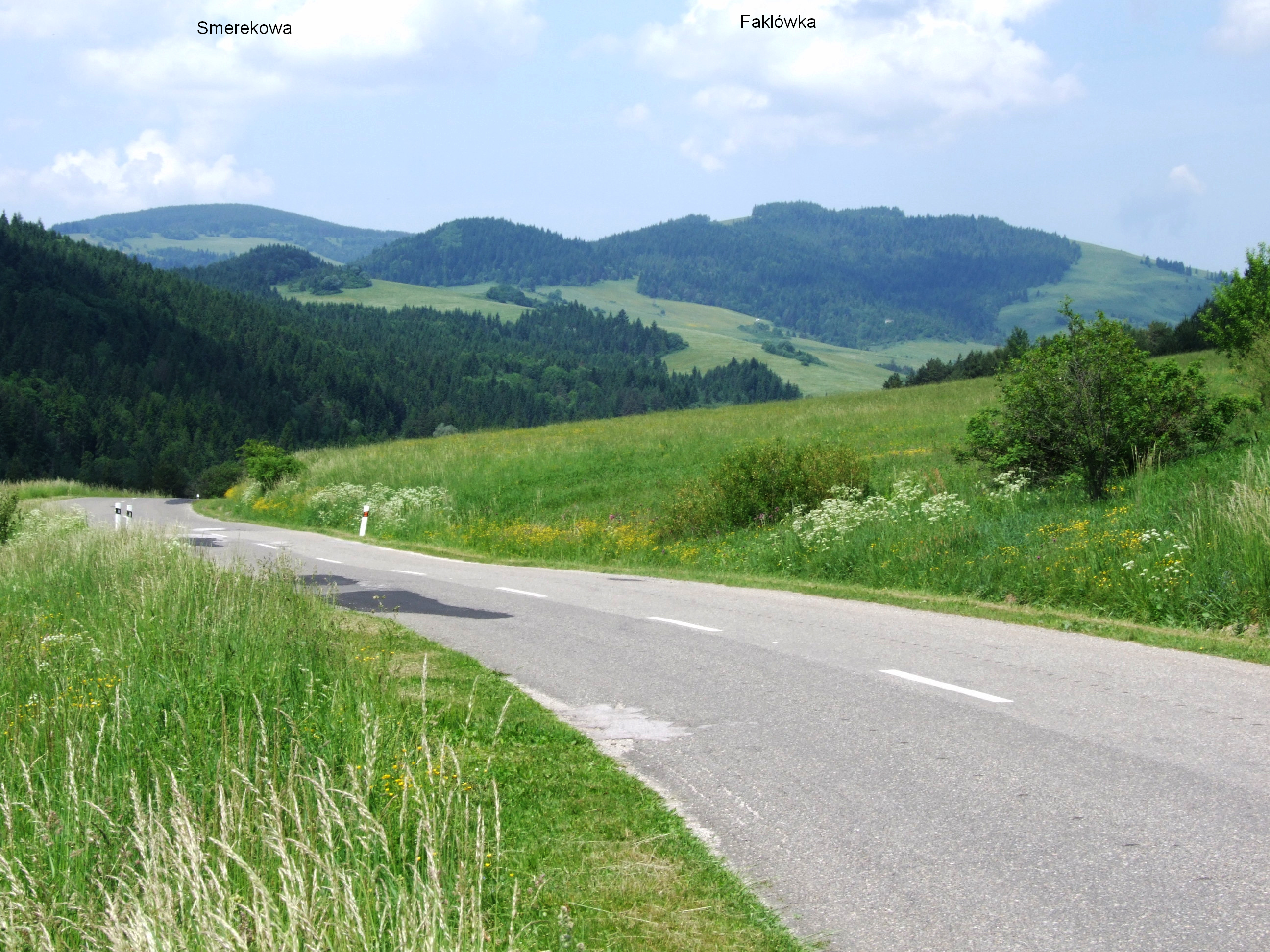
Dolina Wielkiego Lipnika w środkowej części